# IC 5094
IC 5094 је спирална галаксија у сазвјежђу Паун која се налази на листи објеката дубоког неба у Индекс каталогу.
Деклинација објекта је - 66° 25' 40" а ректасцензија 21h 17m 49,4s. Привидна величина (магнитуда) објекта IC 5094 износи 13,8 а фотографска магнитуда 14,5. IC 5094 је још познат и под ознакама ESO 107-18, PGC 66515.